# Белтелеком
РУП «Белтелеком» (бел. РУП «Белтэлекам») — оператор Республики Беларусь по предоставлению услуг электросвязи.
Полное наименование — Республиканское унитарное предприятие электросвязи «Белтелеком» (бел. Рэспубліканскае ўнітарнае прадпрыемства электрасувязі «Белтэлекам»).

## История
«Белтелеком» создан 3 июля 1995 года как Республиканское государственное объединение. 1 августа 2004 года компания прошла преобразование в Республиканское унитарное предприятие электросвязи. Областные унитарные предприятия электросвязи, а также УП «Минская городская телефонная сеть», УП «Междугородная связь», УП «Минская телефонно-телеграфная станция» были реорганизованы в филиалы РУП «Белтелеком» путем присоединения.
В 2025 году Белтелеком провёл масштабный ребрендинг в честь 30-летнего юбилея: обновился логотип и впервые появился слоган «Твой оператор, твои возможности».

## Структура
Компания «Белтелеком» включает в себя 9 филиалов и 3 производства в составе головного структурного подразделения предприятия.
Филиалы:
- Брестский филиал
- Витебский филиал
- Гомельский филиал
- Гродненский филиал
- Могилёвский филиал
- Минский филиал
- филиал «Минская городская телефонная сеть»
- филиал «Радио, телевидение и связь»
- филиал «Подсобное сельское хозяйство»

Производства в составе головного структурного подразделения:
- Международный центр коммутации
- Информационно-расчетный центр
- Производство Минская телефонно-телеграфная станция

Решением правительства в 2019 году РУП «Белтелеком» переданы акции ОАО «Минские телевизионные информационные сети».

## Бренды

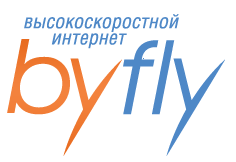
Логотип торгового бренда ByFly от Белтелеком

Помимо бренда «Белтелеком», включающего в себя услуги голосовой связи, передачи данных, хостинг и т. д., компания владеет и другими:
- byfly — высокоскоростной доступ в Интернет.
- ZALA — интерактивное, эфирное и Интернет-телевидение.
- ЯСНА — пакеты услуг.
- ЯСНАе TV — круглосуточный телевизионный канал.

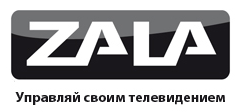
Логотип IPTV-бренда Zala от Белтелеком

## Единый оператор республиканской системы мониторинга общественной безопасности
2 сентября 2022 года Белтелеком стал единым оператором республиканской системы мониторинга общественной безопасности согласно указу № 69 от 25 февраля 2022 года. В соответствии с указом Белтелеком отвечает за создание и функционирование республиканской системы мониторинга общественной безопасности, а также хранение полученной информации. Компенсировать расходы на содержание и эксплуатацию системы будут организации (за исключением бюджетных) и индивидуальные предприниматели.

## Достижения
- За достижение в 2023 году наилучших показателей в сфере социально-экономического развития республиканское унитарное предприятие электросвязи «БЕЛТЕЛЕКОМ» признан победителем соревнования и занесен на Республиканскую доску Почёта[8].